# Bernard Lallement (compositeur)
Pour les articles homonymes, voir Lallement et Bernard Lallement (homonymie).
Bernard Lallement, né à Poitiers le 3 janvier 1936  et mort le  26 février 2023 à Fontenay-aux-Roses, est un chef de chœur, compositeur, harmonisateur, folkloriste érudit. Il a harmonisé pour chœurs de très nombreux chants du répertoire folklorique français et européen.
Diplomate de métier, il a fondé les chorales franco-allemandes de Berlin, Paris, Munich et Bonn, afin de favoriser le rapprochement des cultures à travers le chant choral. Il est à l'origine de la Fédération des Chœurs Franco-Allemands qui regroupe toutes les chorales non seulement en France et en Allemagne, mais aussi en Pologne et en Suisse, qui partagent cette volonté de rapprochement.
En 2012, Bernard quitte la direction de la Chorale Franco-Allemande de Paris qu'il a fondée en 1971 et dont il reste le président d'honneur. Il dirige plusieurs autres chorales dans Paris dont la Chorale de Morland, Morland m'enchante (chorale réservée aux agents de la Ville de Paris ou de la Préfecture de Paris) et l'ensemble choral Vox Sirenis, composé d'une quarantaine de choristes.
Il est l'auteur notamment de la célèbre Missa Gallica, de la Cantate pour la Paix, d'une Petite suite nippone, de la Petite suite lutécienne, d'une messe de Noël.
Toutes ces œuvres sont inspirées du folklore national et international.
Ses innombrables harmonisations et créations sont éditées chez Philippe Caillard et aux éditions À cœur joie.
Avec la Chorale Franco-Allemande de Paris, il a enregistré de nombreuses œuvres du répertoire classique et folklorique. On lui doit en particulier deux coffrets de Chansons des provinces de France découvertes par lui pour la plupart et qu'il a harmonisées.
La plupart de ces CD sont commercialisés dans les grandes enseignes.
On le voit diriger la chorale À Cœur Joie dans le film L'une chante, l'autre pas d'Agnès Varda.